# Gottlob

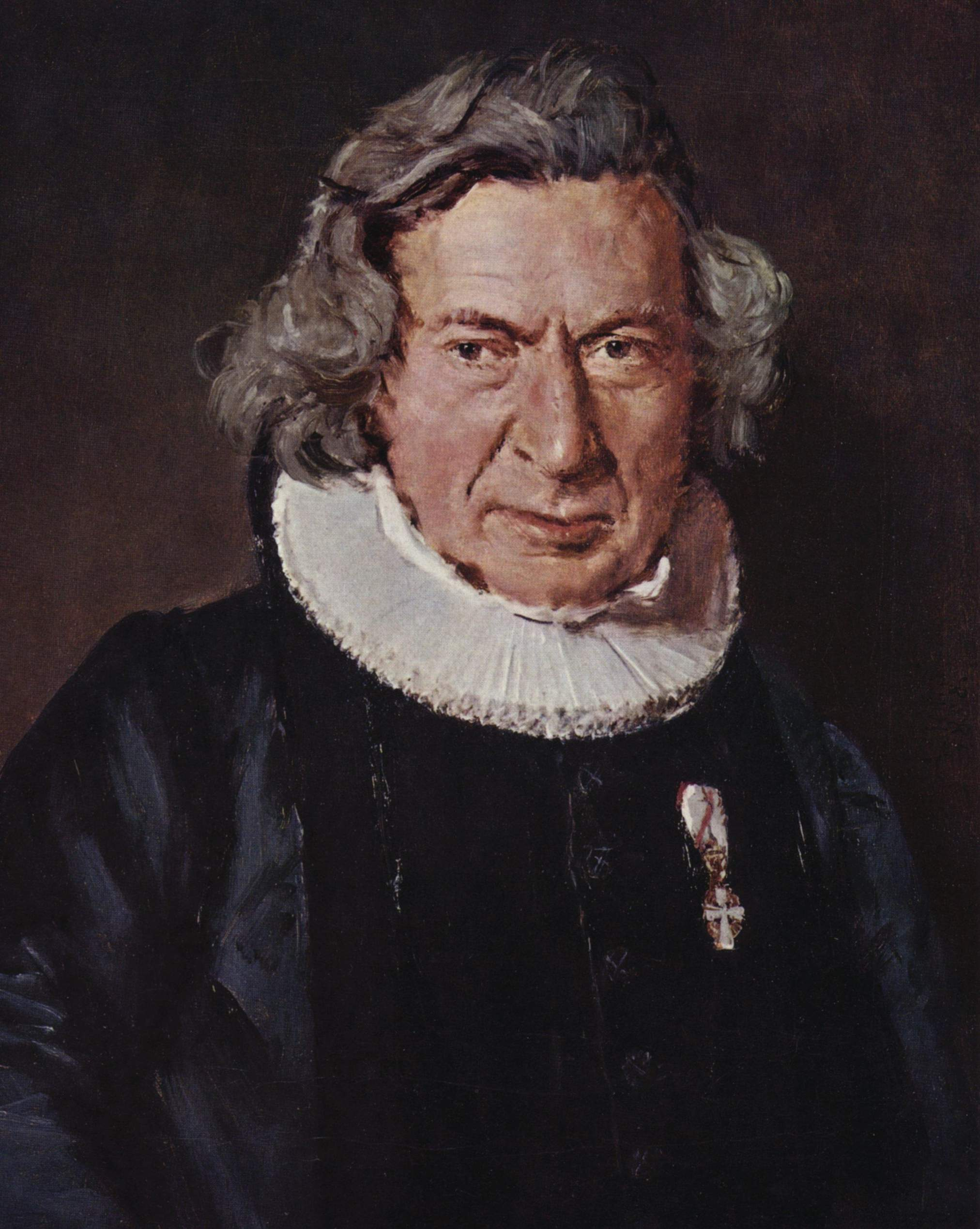
Andreas Gottlob Rudelbach.

Gottlob är ett mansnamn med tyskt ursprung. Namnet Gottlob är inte vanligt i Sverige och har bara 7 bärare. Svensk namnsdag saknas.

## Personer med namnet Gottlob
- Gottlob Berger, tysk SS-officer
- Gottlob Frege, tysk matematiker, logiker och filosof
- Gottlob Frick
- Christian Gottlob Gmelin
- Gottlob Siegmund Gruner
- Elias Gottlob Haussmann
- Adam Gottlob Oehlenschläger, dansk skald
- Heinrich Eberhard Gottlob Paulus
- Andreas Gottlob Rudelbach
- Johann Gottlob Schneider, tysk filolog och zoolog
- Werner Gottlob von Schwerin, svensk politiker
- Abraham Gottlob Werner

## Personer med efternamnet Gottlob
- Kaj Gottlob, dansk arkitekt